# Gonzo (studio)
Pour les articles homonymes, voir Gonzo.
Gonzo K.K. (株式会社ゴンゾ, Kabushiki gaisha Gonzo) est un studio de films et séries d'animation japonais fondé le 11 septembre 1992 par Shōji Murahama, Mahiro Maeda, Hiroshi Yamaguchi et Shinji Higuchi. 
La première production animée du studio est Blue submarine n°6, une série d'OAV sortie en 1998 remarquée par son utilisation de CG. Gonzo a aussi produit un certain nombre de séries TV comme Full Metal Panic!, Last Exile ou encore Gankutsuō. 
Depuis 2006, Gonzo s'est mis à la production de film d'animation dont le premier fut Origine.

## Histoire
En 1992, Shōji Murahama, Mahiro Maeda, Hiroshi Yamaguchi et Shinji Higuchi quittent Gainax pour fonder leur propre studio. Le nom du studio vient de l'italien Gonzo qui signifie "nigaud". 
Pendant les années 1990, le studio travaille sur des séquences animées de jeu vidéo comme Lunar: Silver Star Story Complete sorti en 1996. La même année est créée Digimation K.K, entreprise qui s'occupe de la CG pour les productions du studio.
C'est en 1998 que sort le premier véritable projet indépendant du studio, Blue Submarine N°6. Pionnier en la matière, il se distingue par son mélange d'animation traditionnelle et de CG.
En avril 2000, le studio Gonzo, alors encore totalement indépendant, crée sa propre maison mère, G.D.H (Gonzo Digimation Holdings), pour que celle-ci puisse s'occuper du management et de la stratégie d'entreprise du studio. La même année, le studio produit sa première série télévisée, Gate Keepers, diffusée sur la chaine câblée WOWOW. En avril 2002, Gonzo K.K et Digimation K.K fusionnent et deviennent Gonzo Digimation K.K qui finalement simplifie son nom en Gonzo K.K en juillet 2004. 
Après plusieurs séries à succès comme Last Exile ou Gankutsuou, Gonzo s'essaye au film d'animation en 2006 avec Origine qui sera suivi de Brave Story la même année.
À partir de 2007, le studio connait une grave crise. Il est contraint de réduire sa production de série ainsi que ses effectifs qui était d'environ 200 employés avec sa maison mère en 2008.  En février 2018, Gonzo annonce vouloir réduire les effectifs de la production de 130 à 30 personnes en cinq ans. L'un des membres fondateurs, Shōji Murahama, quitte même le studio en avril 2009 pour fonder sa propre société, Lambda Film. Le même mois, la société mère, G.D.H, est réintégré dans Gonzo et le département numérique 3D est vendu à une autre société.
Au 31 décembre 2018, le studio emploie 53 personnes. Il déclare pour 2018 un chiffre d'affaires de 1,527 milliard de yens (environ 12,55 millions d'euros valeur 2019), une perte d'exploitation de 399 millions de yens (environ 3,28 millions d'euro), soit une perte ordinaire de 433 millions de yens (environ 3,56 millions d'euros), une perte totale de 597 millions de yens (environ 4,91 millions d'euros) pour la société ainsi qu'une insolvabilité de 3,401 milliards de yens (environ 27,4 millions d'euros) pour l'année 2018.
Début janvier 2019, il avait réalisé une « scission d'entreprise » et avait transféré une partie de ses activités de production d'animé, de propriété intellectuelle et de gestion des droits à la société Studio Kai récemment créée.

## Production
Source : 

### Films
Années 2000
- Origine (2006)
- Brave Story (2006)
- Afro Samurai Resurrection (2009)

Années 2010
- Bayonetta: Bloody Fate (2013)

### OAV
Années 1990
- Blue Submarine N°6 (4 OAV) (octobre 1998 - mars 2000)
- Melty Lancer (6 OAV) (1999)

Années 2000
- I Wish You Were Here (4 OAV) (2001)
- Gate Keepers 21 (6 OAV) (2002)
- Yukikaze (5 OAV) (2002)
- Strike Witches (1 OAV) (2007)
- Afro Samurai (5 OAV) (2007)
- Red Garden: Dead Girls (1 OAV) (2007)

Années 2010
- Super Street Fighter IV (1 OAV) (2010)

### Divers
Le studio a aussi travaillé sur l'animation de plusieurs projets comme sur le clip de la chanson Breaking the habit de Linkin Park ou sur 3 des 15 courts métrages de Ani*Kuri de la NHK.
Le studio a également participé à la CG de plusieurs autres projet comme le clip de la chanson FREEDOM de Blood Stain Child, le générique d'ouverture du drama Densha otoko ou le jeu vidéo Radiant Silvergun.

## Personnalités ayant travaillé chez Gonzo
- Shōji Murahama : producteur exécutif (Blue Submarine N°6, Yukikaze, Hellsing)[9]
- Mahiro Maeda : réalisateur (Final fantasy Unlimited, Blue submarine N°6, Gankutsuou le comte de Monte Cristo.)[10]
- Hiroshi Yamaguchi : scénariste (Blue submarine N°6, Desert punk, Yukikaze, Melty lancer)[11]
- Koichi Chigira : réalisateur (Gate Keeper, Full metal Panic!, Last Exile, Brave Story, Druaga no Tō ~the Aegis of URUK~)[12]